# 通道トン族自治県
通道トン族自治県（つうどう-トンぞく-じちけん）は中華人民共和国湖南省懐化市に位置する自治県。

## 地理
通道県は湖南省南西部、懐化市南端に位置する。

## 歴史
635年（貞観9年）、朗州の下に恭水県が設置され、640年（貞観14年）に羅蒙県、642年（貞観16年）に遵義県と改称された。五代十国時代には誠州の管轄地域とされたが県名に関しては記録が残されていない。1103年（崇寧2年）、北宋は羅蒙県を設置、翌年に通道県と改称された。
1954年5月に自治県に改編され現在に至る。

## 行政区画
- 鎮：双江鎮、県渓鎮、播陽鎮、牙屯堡鎮、菁蕪洲鎮、渓口鎮、隴城鎮、万仏山鎮、独坡鎮
- 郷：坪坦郷
- 民族郷：大高坪ミャオ族郷